# ТЕС Бангбо
13°29′32″ пн. ш. 100°50′31″ сх. д. / 13.49222° пн. ш. 100.84194° сх. д.
ТЕС Бангбо – теплова електростанція, розташована за три десятки кілометрів на південний схід від столиці Таїланду Бангкока. 
В 2003 році на майданчику станції став до ладу парогазовий блок потужністю 350 МВт, в якому одна газова турбіна живить через котел-утилізатор одну парову турбіну.
Як паливо ТЕС використовує природний газ, який надходить по перемичці від трубопроводу Бангпаконг – Вангной.
Проект реалізували через компанію Eastern Power and Electric Company (EPEC), інвесторами якої виступили місцева GMS Power (32%), нафтогазовий гігант Total (28%), японська Marubeni (28%) і тайваньский China Development Industrial Bank (12%). В 2016-му Total продав свою частки японській Tokyo Gas.